# Circle-Vision 360°
Circle-Vision 360°, à l'origine Circarama, est une technique de cinéma développée par WED Entreprises, depuis renommé Walt Disney Imagineering) pour certaines attractions des parcs Disney.

## La technique
À l'origine, le procédé Circarama nécessitait 11 caméras puis le nombre fut réduit à 9 tandis que le nom fut modifié en Circle-Vision 360° à la suite de plaintes des propriétaires du système similaire nommé Cinérama.
Pour la prise d'image, la technique consiste en neuf caméras placées ensemble et disposées sur un support qui permet de déplacer l'ensemble dans les lieux de tournage. Une évolution du système a vu l'introduction de miroirs à 45° dans le dispositif afin d'avoir les neuf caméras en étoile autour d'un axe vertical, les neuf miroirs renvoyant les images horizontales. Ce système permet d'avoir moins de décalage entre les champs de vision de chaque caméra. Les premières utilisations du dispositif furent sur le toit de voitures ou de camions, mais pour le film O Canada! (1982) ou Le Visionarium (1992), des hélicoptères suspendent les caméras au-dessus des paysages. Afin de réduire les distorsions dues aux vibrations, les images sont retraitées par ordinateur.

Le principe était expliqué dans l'attraction Le Visionarium et est à l'origine du nom du personnage Nine-Eye de l'attraction.
Pour la projection, cette technologie utilise neuf écrans agencés en cercle et séparés par un interstice prévu pour loger les projecteurs. La première utilisation date de 1955 pour America the Beautiful à Disneyland au sein du Circarama Theater, renommé Circle-Vision Theater en 1967.
En mai 1966, dans le contexte de la préparation de l'Exposition universelle de 1967, les producteurs cinématographiques québécois protestent contre l'attribution de contrats à des groupes américains. L'un des contrats concerne une licence de 1,25 million de CAD payée par Bell à Walt Disney Productions pour l'usage de la technologie Circle-Vision 360°.

## Attractions des parcs Disney utilisant cette technologie

### Disneyland
La salle ouvrit en 1955 à Tomorrowland sous les noms successifs de
- Circarama USA (de 1955 à 1967)
- World Premiere Circle-Vision
- Circle-Vision 360 (1967 à 1997)

La salle fut transformée en 1997 pour accueillir la file d'attente de Rocket Rods, remplacée en 2005 par Buzz Lightyear's Astro Blasters. Elle était située juste à l'entrée du land sur la gauche (33° 48′ 44″ N, 117° 55′ 05″ O)
Les spectacles proposés furent:
- A Tour of the West (1955-1966)
- America the Beautiful (1967-1984)
- Wonders of China (1984-1997) était présenté le matin jusqu'à 13h30
- American Journeys (1984-1997) était présenté l'après-midi

Les spectacles avaient pour partenaires :
- American Motors (années 1950)
- Bell Labs (années 1960)
- AT&T (années 1970)
- Pacific Southwest Airlines (années 1980)
- Delta Air Lines (années 1990)

### Magic Kingdom
La salle de cinéma est située à Tomorrowland depuis l'ouverture du parc en 1971.

Elle accueillit les films:
- America The Beautiful entre novembre 1971 et 1974 puis de 1975 à 1979.
- Magic Carpet 'Round the World en 1974 puis de 1979 à 1984.
- American Journeys de 1984 au 9 janvier 1994[1].
- The Timekeeper de 1994 à 2006

Les spectacles avaient pour partenaires :
- Monsanto
- Black & Decker

### Epcot
Le parc accueille plusieurs salles de projections principalement dans le World Showcase
- Pavillon chinois
  - Wonders of China
  - Reflections of China
- Pavillon canadien
  - O Canada!
- Pavillon français
  - Impressions of France, mais projeté sur seulement 200°

### Tokyo Disneyland
La salle de cinéma était située à Tomorrowland : de 1983 date de l'ouverture du parc, jusqu'en 2002 date de la fermeture de l'attraction. 
- Situation : 35° 37′ 58″ N, 139° 52′ 44″ E

Elle accueillit les films:
- Sous le nom Circle-Vision 360
  - Magic Carpet 'Round the World 1983 - 1986
  - American Journeys 1986 - 1994
- Sous le nom Visionarium
  - The Timekeeper

### Parc Disneyland
Une seule salle exista dans le parc, Le Visionarium d'avril 1992 à septembre 2004 dans Discoveryland.

## Utilisations en dehors des parcs Disney

### Italia '61
D'après Disney A to Z: The Updated Official Encyclopedia  et IMDB
- Ouverture : 1er mai 1961[5]
- Fermeture : 31 octobre 1961
- Conception : Walt Disney Imagineering
- Lieu : Exposition International du Travail de Turin 1961, Turin
- Nom de l'attraction : Italia '61
- Sponsor : Fiat

### Magic of the Rails
Magic of the Rails est un film produit pour les Chemins de fer fédéraux suisses et montrant les paysages en Suisse et en Europe vu depuis des trains, a été présenté en 1964 à l'Exposition nationale de Lausanne et en 1965 à l'Exposition Internationale du Transport de Munich,.

### Expo 67
D'après le guide officiel Expo 67
- Ouverture : 28 avril 1967
- Fermeture : 27 octobre 1967
- Conception : Walt Disney Imagineering
- Lieu : Pavillon du téléphone, Expo 67, Montréal. Le pavillon a été détruit après la fin de l'expo.
- Nom de l'attraction : Canada '67
- Liste des films présentés :
  - Canada '67

### Expo 86
- Ouverture : 2 mai 1986[8]
- Fermeture : 13 octobre 1986
- Conception : Jeff Blyth
- Site : Telecom Canada Pavillion, Expo 86, Vancouver
- Autre nom de l'attraction
  - Telecom Canada
- Film présenté
  - Portraits of Canada / Images du Canada
- Sponsors
  - Telecom Canada
- Notes : Après l'exposition le film fut présenté dans le pavillon du Canada à Epcot Center.